# 23245 Fujimura
23245 Fujimura este un asteroid din centura principală de asteroizi.

## Descriere
23245 Fujimura este un asteroid din centura principală de asteroizi. A fost descoperit pe 25 noiembrie 2000 la Stația Anderson Mesa în cadrul programului LONEOS. Asteroidul prezintă o orbită caracterizată de o semiaxă mare de 2,30 ua, o excentricitate de 0,15 și o înclinație de 1,6° în raport cu ecliptica.